# Großsteingrab Wollschow 3
Das Großsteingrab Wollschow 3 in Wollschow bei Brüssow im Landkreis Uckermark in Brandenburg liegt in einem Waldstück östlich von Wollschow und trägt keine Sprockhoff-Nr. Die Megalithanlage der Trichterbecherkultur (TBK) entstand zwischen 3500 und 2800 v. Chr.
Bei Wollschow 3 handelt es sich um einen Nordwest-Südost-orientierten Urdolmen (vom Typ Blockkiste) von etwa 1,6 × 0,7 m. Erhalten sind die vier Findlinge der Tragsteine des allseits geschlossenen eingetieften Urdolmens. Neben dem Grab liegen zwei Decksteine oder Fragmente. Wenige Meter südöstlich liegen die Anlagen 4 und 5 in einer Reihe mit Wollschow 3. Eventuell haben die drei in einem Hünenbett gelegen, von dem es jedoch keine Spuren gibt.
In der stark zerstörten Nekropole von Wollschow lagen 15 Urdolmen und 28 Steinkisten, die nicht immer eindeutig zu bestimmen waren.